# Leònides de l'Epir
Leònides de l'Epìr (en llatí Leonidas, en grec antic Λεωνίδας) fou un parent de la reina Olímpies de Macedònia la mare d'Alexandre el Gran i, per tant, un epirota.
Se li va assignar l'educació del jove Alexandre als primera anys, segurament abans que es convertís en deixeble d'Aristòtil. Era un home auster i va entrenar al jove príncep amb hàbits durs i d'auto exigència. Fins i tot li examinava els baguls amb roba que li enviava Olímpies per veure si contenien alguns objectes de luxe. El mateix Alexandre diu que Leònides li va proporcionar un excel·lent entrenament, i li feia fer una marxa nocturna per condimentar l'esmorzar i un petit esmorzar per condimentar el sopar. Una vegada quan Alexandre llençava grans quantitats d'encens al foc en un sacrifici, i li va dir que l'estalviés fins que conquerís el país on creixia. Quan Alexandre era a Àsia li va enviar una gran quantitat d'encens i mirra, 600 talents, "perquè mai més tingués manca del producte en les seves ofrenes als déus", segons explica Plutarc.